# Economia d'Hongria

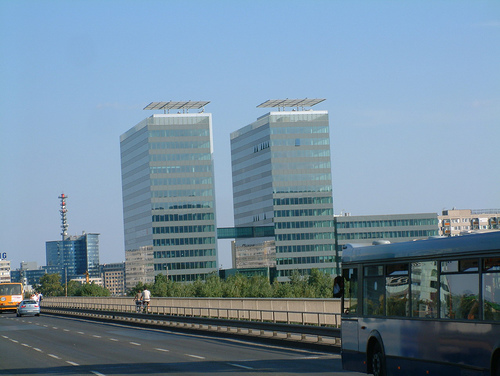
Moderns edificis en el sector financer de Budapest.

Hongria, en entrar a la Unió Europea esperava modernitzar la seva agricultura, estabilitzar la seva economia i assegurar-la en les crisis, modernitzar i ampliar les seves infraestructures i rebre ajudes econòmiques per al desenvolupament de les seves regions. Així com altres economies de l'Europa de l'Est, va fer una transició d'una economia centralitzada i planificada per una economia de mercat en els anys 1990. Avui el sector privat respon per 80% del producte interior brut del país. Les inversions i la possessió d'empreses hongareses per estrangers acumulen més de 60 mil milions de dòlars des de 1989. Les mesures d'austeritat proposades pel FMI van reduir el dèficit pressupostari de més del 9% en 2006 per 3,3% del PIB en 2008.

## Dades històriques
L'economia hongaresa abans de la Segona Guerra Mundial va ser orientada principalment cap a agricultura i fabricació a petita escala. La posició estratègica d'Hongria a Europa i la seva manca alta relativa de recursos naturals també han dictat una confiança tradicional en el comerç exterior. A principis dels anys 1950, el govern comunista va obligar la industrialització ràpida després del model Estalinista estàndard en un esforç a animar una economia més autosuficient. L'activitat més econòmica va ser conduïda per empreses nacionals o cooperatives i granges estatals. En 1968, l'autosuficiència Estalinista va ser substituïda per "el Nou Mecanisme Econòmic," que va tornar a obrir Hongria al comerç exterior, va donar la llibertat limitada als funcionaments del mercat, i va permetre que un nombre limitat de petits negocis funcionés en el sector de serveis.
Encara que Hongria gaudís d'una de les economies més liberals i econòmicament avançades de l'antic Bloc oriental, tant a agricultura com a indústria van començar a sofrir d'una manca d'inversió en els anys 1970, i el deute extern net d'Hongria es va elevar considerablement — d'1 mil milions de dòlar en 1973 a 15 mil milions de dòlars en 1993 en gran part gràcies a subvencions de consumidor i companyies estatals poc rendibles. Davant l'estancament econòmic, Hongria va optar per intentar la liberalització addicional passant una llei sobre la formació de joint ventures, creant un impost sobre la renda, i afiliant-se al Fons Monetari Internacional (FMI) i el Banc Mundial. Cap a 1988, Hongria havia desenvolupat un sistema bancari de dos nivells i havia decretat la legislació corporativa significativa que va preparar el terreny per a les reformes orientades pel mercat ambicioses dels anys postcomunistes.
El govern Antall de 1990-94 va començar reformes de mercat amb mesures d'alliberament comercials i de preus, un règim fiscal renovat, i un sistema bancari basat al mercat naixent. Com a resultat del col·lapse dels mercats de l'Est Europeu i de la no adaptació de les empreses estatals per competir amb empreses estrangeres, la producció industrial es va reduir un 50% entre 1989 i 1994. El 1996 les mesures d'austeritat del ministre Lajos Bokros van produir una millora en la situació financera externa i fiscal interna, i van millorar la confiança del consumidor.
En 1995 el fòrint es va tornar convertible per a totes les transaccions comptables, i l'any següent, amb l'admissió a l'OCDE, també per a totes les transaccions de capital. Després del Referèndum d'adhesió d'Hongria a la Unió Europea de 2003, es va produir la incorporació en 1 de maig de 2004. Per evitar la fallida durant la Crisi financera global es va veure obligada a demanar un ajut de 20.000 milions d'euros al Fons Monetari Internacional, la Unió Europea i el Banc Mundial, que es va acabar de tornar en 2016.